# Дени Велбек
Данијел Ни Таки Менсах Велбек (енгл. Daniel Nii Tackie Mensah Welbeck; 26. новембар 1990) је енглески фудбалер који игра на позицији нападача. Трнеутно наступа за Брајтон и Хоув албион и репрезентацију Енглеске.
Наступао је за младе тимове Манчестер јунајтеда све до сениорског дербија 2008. Био је део тима Манчестер јунајтеда који је освојио Лига куп и Светско клупско првенство, да би био прослеђен на позајмице у Престон Норт Енд и Сандерленд. Од сезоне 2011/12 био је стандардан члан првог тима Манчестер јунајтеда, све док га у септембру 2014. није купио Арсенал за 16 милиона фунти.
За први тим репрезентације Енглеске дебитовао је у марту 2011. у мечу против Гане, домовине његових родитеља. Први гол за репрезентацију постигао је 2. јуна 2012. у победи против Белгије на пријатељском мечу. Представљао је Енглеску на Европском првенству 2012. и Светском првентсво 2014., а до сада је за репрезентацију наступао на више од 30 мечева.

## Трофеји

### Клупски
Манчестер јунајтед
- Премијер лига (1) : 2012/13.
- Енглески Лига куп (2) : 2008/09, 2009/10.
- ФА Комјунити шилд (2) : 2011, 2013.
- Светско клупско првенство (1) : 2008.

Арсенал
- ФА куп (1) : 2016/17
- Комјунити шилд (1) : 2017

### Индивидуални
- Награда Џими Марфи за најбољег младог фудбалера године : 2007/08.